# 东案乡
东案乡，是中华人民共和国浙江省衢州市常山县下辖的一个乡镇级行政单位。

## 行政区划
东案乡下辖以下地区：
东案村、前库村、田蓬村、墅口村、里村、弄坞村、官池村、卢家村、马初村、上初村、淤里村、底角村、东头村、梅树底村、高角村、后宅村、外宅村和呈村。